# العلاقات الصينية الكورية الجنوبية
العلاقات الصينية الكورية الجنوبية هي العلاقات الثنائية التي تجمع بين الصين وكوريا الجنوبية.

## مقارنة بين البلدين
هذه مقارنة عامة ومرجعية للدولتين:
| وجه المقارنة                                              | الصين                    | كوريا الجنوبية                                                          |
| --------------------------------------------------------- | ------------------------ | ----------------------------------------------------------------------- |
| المساحة (كم2)                                             | 9.60 مليون               | 100.30 ألف                                                              |
| عدد السكان (نسمة)                                         | 1.33 مليار               | 51.47 مليون                                                             |
| الكثافة السكانية (ن./كم²)                                 | 138.54                   | 513.16                                                                  |
| العاصمة                                                   | بكين                     | سول                                                                     |
| اللغة الرسمية                                             | اللغة الصينية القياسية   | اللغة الكورية                                                           |
| العملة                                                    | رنمينبي                  | وون كوري جنوبي                                                          |
| الناتج المحلي الإجمالي (بليون دولار)                      | 12.24 تريليون            | 1.53 تريليون                                                            |
| الناتج المحلي الإجمالي (تعادل القوة الشرائية) بليون دولار | 19.82 تريليون            | 1.75 تريليون                                                            |
| الناتج المحلي الإجمالي الاسمي للفرد دولار أمريكي          | 8.03 ألف                 | 27.22 ألف                                                               |
| الناتج المحلي الإجمالي للفرد دولار أمريكي                 | 13.21 ألف                |                                                                         |
| مؤشر التنمية البشرية                                      | 0.728                    | 0.901                                                                   |
| رمز المكالمات الدولي                                      | +86                      | +82                                                                     |
| رمز الإنترنت                                              | .cn، .中国 ‏، .中國 ‏      | .kr                                                                     |
| المنطقة الزمنية                                           | توقيت الصين، ت ع م+08:00 | توقيت كوريا الجنوبية، ت ع م+09:00، آسيا/سيول ‏، ت ع م+08:00، ت ع م+08:30 |

## مدن متوأمة
في ما يلي قائمة باتفاقيات التوأمة بين مدن صينية وكورية جنوبية:
- ترتبط تشنهوانغداو مع سيوسان باتفاقية توأمة.
- ترتبط غوانزو مع غوانغجو باتفاقية توأمة منذ 13 نوفمبر 2009.[14][14][14][14]
- ترتبط هلونغ مع تيبيك باتفاقية توأمة.
- ترتبط هايكو مع سوغوبو باتفاقية توأمة منذ 18 نوفمبر 1997.[15][15][15][15]
- ترتبط جياوتسو مع تشنغجو باتفاقية توأمة منذ 5 نوفمبر 2012.[16][16]
- ترتبط Hongkou, Shanghai [الإنجليزية]‏ مع Dongnae District [الإنجليزية]‏ باتفاقية توأمة.
- ترتبط جينغدتشن مع إيشيون باتفاقية توأمة منذ 20 أبريل 2013.
- ترتبط مقاطعة ووجيانغ [الإنجليزية]‏ مع هواسونغ باتفاقية توأمة.
- ترتبط شيان مع غيونغجو باتفاقية توأمة منذ 10 مايو 1974.
- ترتبط شانغهاي مع جولا الجنوبية باتفاقية توأمة منذ 1985.[17][17][17][17]
- ترتبط جياشينغ مع غانغننغ باتفاقية توأمة.
- ترتبط بكين مع سول باتفاقية توأمة منذ 14 مارس 1979.
- ترتبط كيكيهار مع غويانغ باتفاقية توأمة منذ 21 أبريل 1998.[18][18][18][18]
- ترتبط هوايان مع Wanju County [الإنجليزية]‏ باتفاقية توأمة منذ 1 يوليو 1988.[19][20][21][22]
- ترتبط تشنجيانغ مع إكسان باتفاقية توأمة منذ 2004.
- ترتبط نانجينغ مع دايجون باتفاقية توأمة منذ 21 ديسمبر 1978.[23][24][23][24]
- ترتبط شنيانغ مع سونغنام باتفاقية توأمة.
- ترتبط زانغجياجي مع محافظة هادونغ باتفاقية توأمة منذ 9 ديسمبر 2016.
- ترتبط دونهوا مع Dongjak District [الإنجليزية]‏ باتفاقية توأمة منذ 1968.
- ترتبط يانيونغانغ مع موكبو باتفاقية توأمة.
- ترتبط Gao'an [الإنجليزية]‏ مع تيبيك باتفاقية توأمة.
- ترتبط Jiulongpo, Chongqing [الإنجليزية]‏ مع بوسان باتفاقية توأمة منذ 23 يوليو 1999.
- ترتبط تيانجين مع إنتشون باتفاقية توأمة منذ 17 مايو 2007.[25][25][25][25]
- ترتبط لايتشو [الإنجليزية]‏ مع جيجو باتفاقية توأمة.
- ترتبط خفي مع وونجو باتفاقية توأمة منذ 8 نوفمبر 2006.[26][26][27][27]
- ترتبط غويلين مع جيجو باتفاقية توأمة منذ 2010.[28]
- ترتبط تشنغتشو مع جينجو باتفاقية توأمة منذ 25 يوليو 2000.
- ترتبط يييانغ مع محافظة نامهاي باتفاقية توأمة.
- ترتبط بينغو مع Dongjak District [الإنجليزية]‏ باتفاقية توأمة منذ 1995.
- ترتبط يانغتشو مع جيجو باتفاقية توأمة منذ 1997.
- ترتبط سوجو مع يونغجو باتفاقية توأمة منذ 14 يونيو 2005.
- ترتبط هونتشون مع جيجو باتفاقية توأمة.
- ترتبط هاربن مع بتشون باتفاقية توأمة منذ 11 مايو 2015.[29][30][29][30]
- ترتبط تشوتشو مع بوتشون باتفاقية توأمة.
- ترتبط ويهاي مع يوسو باتفاقية توأمة.
- ترتبط ونجو مع إنتشون باتفاقية توأمة منذ 1 يونيو 1998.[31][31][31][31]
- ترتبط تشونغتشينغ مع إنتشون باتفاقية توأمة منذ 1982.
- ترتبط زيبو مع غوانغجو باتفاقية توأمة.[32]
- ترتبط شوزهو مع جيونغيوب باتفاقية توأمة منذ 26 نوفمبر 2005.[33][33][34][35]
- ترتبط نانتونغ مع غيمجي باتفاقية توأمة.
- ترتبط تشانغتشون مع ألسان باتفاقية توأمة منذ 27 أكتوبر 1980.[36][36][36][36]
- ترتبط كايفنغ مع يونغتشون باتفاقية توأمة منذ 15 يونيو 2005.[37][37][37][38]
- ترتبط زوهاي مع سوون باتفاقية توأمة منذ 2011.
- ترتبط كونشان [الإنجليزية]‏ مع جيجو باتفاقية توأمة.

## منظمات دولية مشتركة
يشترك البلدان في عضوية مجموعة من المنظمات الدولية، منها:
| علم المنظمة | اسم المنظمة                                                | تاريخ انضمام الصين | تاريخ انضمام كوريا الجنوبية |
| ----------- | ---------------------------------------------------------- | ------------------ | --------------------------- |
|             | مؤسسة التمويل الدولية                                      | 15 يناير 1969      | 16 مارس 1964                |
|             | يونسكو                                                     | 4 نوفمبر 1946      | 14 يونيو 1950               |
|             | مجموعة الموردين النوويين                                   | ?                  | ?                           |
|             | العملية المشتركة للاتحاد الأفريقي والأمم المتحدة في دارفور | ?                  | ?                           |
|             | مؤسسة التنمية الدولية                                      | 24 سبتمبر 1960     | 18 مايو 1961                |
|             | المركز الدولي لتسوية المنازعات الاستشارية                  | 6 فبراير 1993      | 23 مارس 1967                |
|             | وكالة ضمان الاستثمار متعدد الأطراف                         | 30 أبريل 1988      | 12 أبريل 1988               |
|             | منتدى التعاون الاقتصادي لدول آسيا والمحيط الهادئ           | 2 أكتوبر 1991      | 6 نوفمبر 1989               |
|             | منظمة حظر الأسلحة الكيميائية                               | ?                  | ?                           |
|             | البنك الإفريقي للتنمية                                     | ?                  | ?                           |
|             | الأمم المتحدة                                              | 25 أكتوبر 1971     | 17 سبتمبر 1991              |
|             | منظمة الشرطة الجنائية الدولية                              | ?                  | ?                           |
|             | منتدى آسيان الإقليمي ‏                                      | ?                  | ?                           |
|             | مجموعة العشرين                                             | ?                  | ?                           |
|             | البنك الدولي للإنشاء والتعمير                              | 27 ديسمبر 1945     | 26 أغسطس 1955               |
|             | الفريق المعني برصد الأرض                                   | ?                  | ?                           |
|             | الاتحاد البريدي العالمي                                    | ?                  | ?                           |
|             | منظمة التجارة العالمية                                     | 11 ديسمبر 2001     | ?                           |
|             | المنظمة الهيدروغرافية الدولية                              | ?                  | ?                           |
|             | بنك التنمية الآسيوي                                        | 1986               | 1966                        |

## أعلام
هذه قائمة لبعض الشخصيات التي تربطها علاقات بالبلدين:
- ألكسندر إي أوسيبيو (مغني كوري جنوبي، 29 يوليو 1988 – )

## وصلات خارجية
- موقع وزارة الخارجية الصينية
- موقع وزارة الخارجية الكورية الجنوبية